# Veniamin Costache
Veniamin Costachi (n. 20 decembrie 1768, Roșiești, Ținutul Vasluiului, Țara de Jos, Moldova – d. 18 decembrie 1846, Mănăstirea Slatina, Suceava, România) a fost un cărturar și traducător român, mitropolit în Țara Moldovei.

## Biografie
Se trăgea dintr-o veche familie boierească. S-a călugărit în 1784, ajunge ieromonah la Catedrala Mitropolitană de la Iași în 1788, egumen la Sfântul Spiridon din Iași în 1789, episcop de Huși (26/27 iunie 1792), apoi de Roman în iunie 1796, și Mitropolit al Țării Moldovei la 13 martie 1803.
Din informațiile care se găsesc în testamentul său și din notița autobiografică tipărită la finalul lucrării Funie întreită, se vede că a învățat mai întâi la "Academia Vasiliană" din Iași, și apoi la Mănăstirea Neamț, că s-a călugărit la 15 ani, la dorința tatălui său care era bolnav. Protectorul său a fost Iacob Stamate, episcopul Hușilor, care-l recomandă Mitropolitului Leon (1786-1788), și astfel ajunge la vârsta de 21 de ani egumen la Mănăstirea Sfântul Spiridon din Iași. Cum protectorul său Iacob ajunge in funcția de mitropolit, Veniamin este ales episcop de Huși la vârsta de 24 de ani. În această funcție se ocupă de îmbunătățirea școlilor și bisericilor (de ex., actuala biserică din satul Ulmi, comuna Belcești, jud. Iași, construită cu sprijinul său), dar face și alte fapte generoase, care îi atrag iubirea tuturor celor care-l cunoșteau și l-au făcut cunoscut și simpatizat în toată Moldova. Așa se explică faptul că în 1803, la moartea lui Iacob Stamate, a reușit să se ridice pe scaunul Mitropoliei. În această înaltă demnitate, Veniamin duce o activitate neobosită și se arată totdeauna însuflețit de cea mai mare dragoste pentru țară.
În primul rând se ocupă de școli și izbutește să-l convingă pe Alexandru Moruzi să dea faimosul hrisov din 24 mai 1803, care cuprindea următoarele dispoziții:
1. Se instituie pentru conducerea școlilor, o eforie compusă din mitropolit și doi boieri mari;
2. Se înființează 6 școli românești județene în principalele orașe ale Moldovei;
3. Școlile sunt deschise deopotrivă și pământenilor și străinilor, și bogaților și săracilor, iar pentru copiii lipsiți de mijloace se instituie un număr de burse;
4. Pe lângă taxa de 4 lei, percepută de la preoți, pentru întreținerea școlilor, se va lua și din visteria țării o sumă însemnată.

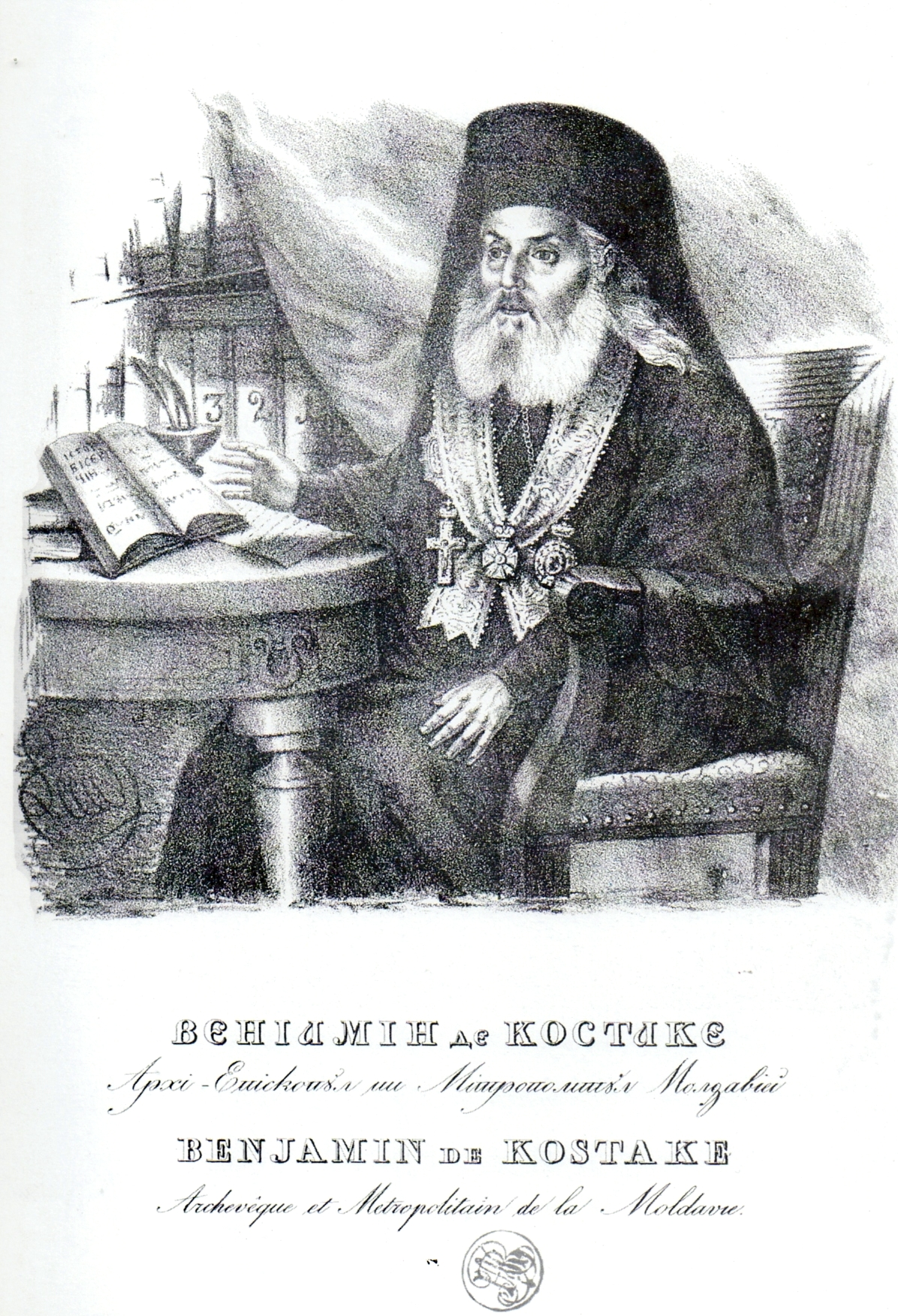
Veniamin Costache
de Constantin Lecca

Tot în anul 1803 se înființează Seminarul Teologic de la Iași.
El s-a ocupat de bunul mers al școlilor și i-a ajutat și pe tinerii silitori, cum au fost de exemplu Asachi și Seulescu, pe care i-a trimis în străinătate să-și continuie studiile, dar a și tradus și tipărit cărți necesare bisericii și învățământului. Tot din primul an ca mitropolit a organizat și învățământul preoțesc și a întemeiat seminarul de la Socola, care mai târziu a luat numele de "Seminarul Veniamin", și a înființat și o școală de muzică bisericească.
Datorită condițiilor istorice, mitropolitul Veniamin a fost de două ori caimacam (locțiitor de domn).
Intrarea rușilor în Țara Moldovei l-au silit să demisioneze și să stea retras până la 1812, când a fost iarăși chemat de Adunare ca să ia conducerea.
Ruperea Moldovei răsăritene de ruși în 1812 a fost puternic contestată de mitropolit, alături de Divan, trimițând note de protest Înaltei Porți, dar și țarului Nicolae I . Curând însă au venit împrejurări nenorocite atât pentru țară, cât și pentru dânsul. Eteria grecească de la 1821 produce o teribilă anarhie și răspândește peste tot jaful și focul. Guvernul legal al țării se desființează și conducerea statului rămâne în mâna mitropolitului, care apără drepturile Moldovei, se împotrivește exceselor eteriștilor și ascunde în clădirea Mitropoliei pe cei mai prigoniți. În cele din urmă este și el nevoit să plece la Chișinău.
Întorcându-se după restabilirea liniștii, și-a reluat cu mai multă ardoare nobilele sale acțiuni, dar amestecul guvernului în afacerile bisericești, l-au silit să se retragă în 1842, în timpul domniei lui Mihail Sturdza, la Mănăstirea Slatina, unde a și murit după 4 ani.
Altă latură a activității sale este cea a ctitoririi de locașuri sfinte. În anul 1833 a inițiat construcția monumentalei Catedralei mitropolitane de la Iași, care, mai târziu, avea să fie refăcută de unul dintre urmașii săi, Iosif Naniescu. Numeroase mănăstiri și schituri din Moldova, între care: Neamț, Agapia, Miclăușeni, Durău, Sihăstria sau Slatina, îl consideră mare ctitor.
De la Veniamin Costache avem o sumă de traduceri de cărți, unele tipărite, altele manuscrise. Acestea sunt  cărți dogmatice, cărți necesare serviciului bisericesc și lucrări de istorie bisericească.

## Opera
- Carte pastorală (contra luxului în îmbrăcăminte), 10 martie 1804;
- Tâlcuirea celor șapte taine, Iași, 1807;
- Chiriacodromion, Mănăstirea Neamț, 1811;
- Îndeletnicire iubitoare de Dumnezeu, Iași, 1815;
- Istoria Vechiului și a Noului Testament, Iași 1824;
- Funie sau frânghie întreită, Iași 1831;
- Iubitorul de înțelepciune, 1831;
- Oglinda omului celui dinlauntru, 1833;
- Dumnezeieștile liturghii, 1834;
- Didahii sau cuvinte de învățătură, 1837;
- Piatra scandelei, Iași 1844;
- Îndeletnicire despre buna murire, Iași 1845.